# Россанский кодекс
«Россанский кодекс» (лат. Codex Rossanensis; условное обозначение: Σ или 042) — унциальный манускрипт VI века на греческом языке, содержащий текст Евангелия от Матфея и Евангелия от Марка с лакуной в Марк 16,14-20. Название рукописи происходит от города Россано, в котором рукопись была найдена.
В 2015 году был включен ЮНЕСКО в реестр «Память мира».

## Особенности рукописи
Россанский кодекс написан серебряными чернилами на пурпурном пергаменте, содержит 188 пергаментных листа (307мм x 260 мм) (376 страниц). Первые три строки каждого из Евангелий, а также сокращения для слов «Бог» и «Иисус» (nomina sacra) выделены золотыми буквами. Текст на странице расположен в двух колонках, по 20 строк в каждой. Кодекс является самой древней из известных рукописей, украшенных миниатюрами, выполненными акварельными красками одновременно с текстом.
Россанский кодекс, вместе с Синопским кодексом (О), Бератским кодексом (Φ) и Петербургским Пурпурным кодексом (N), принадлежит к группе пурпурных унциальных рукописей.
Греческий текст рукописи отражает византийский тип текста, он очень близок к Петербургскому Пурпурному кодексу. Рукопись отнесена к V категории Аланда.
Текст рукописи был издан Гебхардом (О. von Gebhard) в 1883 году.

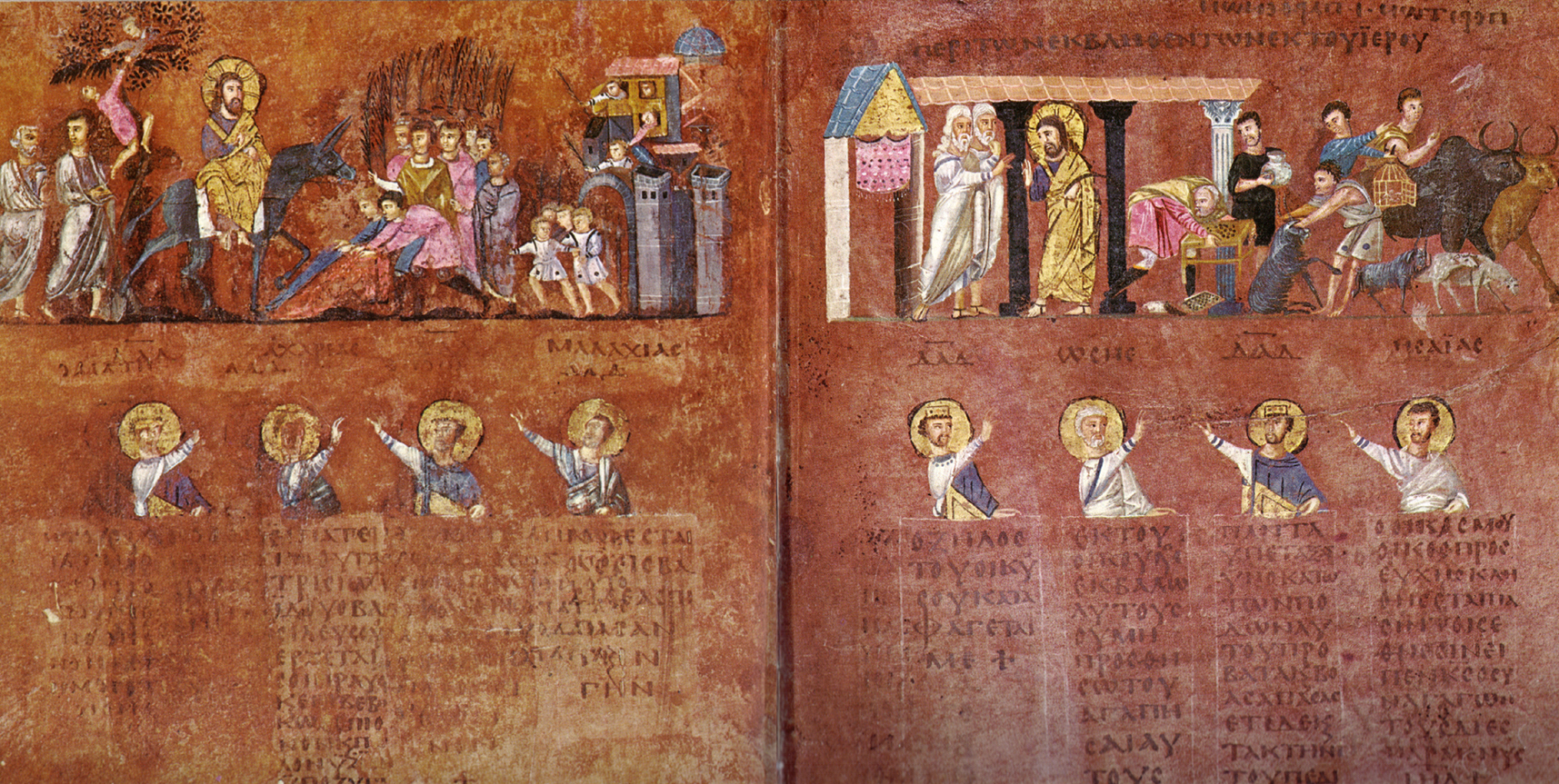

Согласно сайту музея кодекс содержит 14 миниатюр, хотя Метцгер называл 17, 12 из них посвящены жизнеописанию Христа.

## История
Рукопись была найдена в 1879 году в Россано на юге Италии. Из структуры книги видно, что "кодекс" представляет собой половину подлинной книги.
Два недостающих Евангелия пропали в пожаре , который произошел в храме в XVII веке. 
В Россано кодекс попал, по-видимому, в VIII веке вместе с христианами, бежавшими от мусульманской экспансии .